# Flip flop
『flip flop』（フリップ・フロップ）は、↑THE HIGH-LOWS↓の企画アルバム。2001年1月24日発売。

## 概要
- アルバム未収録曲を集めた企画アルバム。カップリング曲やシングルのシークレットトラック、トリビュート盤などのみに収録された曲など、レア音源で構成されている。シングルに収録されアルバムには入らなかった曲はこのアルバムで全て網羅されたが、「ローリング・ジェット・サンダー」収録曲4曲のライヴ音源（タイトル曲もライヴ録音）のみ未収録となった（のちに1曲目の「ローリング・ジェット・サンダー」のみ「FLASH 〜BEST〜」に収録）。
- アルバムタイトルは、「HIGH」と「LOW」の2つの安定状態を持つ電子回路という意味のIT用語でもある[1]。
- 各楽曲の解説が付いている。
- 2003年には第2弾「flip flop2」が発売された。

## 収録曲
| 全編曲: THE HIGH-LOWS。 |                                                                        |                      |                      |       |
| #                       | タイトル                                                               | 作詞                 | 作曲                 | 時間  |
| 1.                      | 「ママミルク」(MONO Version)                                           | 真島昌利             | 真島昌利             | 5:49  |
| 2.                      | 「グッドバイ」(LIVE Version)                                           | 真島昌利             | 真島昌利             | 3:50  |
| 3.                      | 「バナナボートに銀の月」(LIVE Version)                                 | 真島昌利             | 真島昌利             | 4:35  |
| 4.                      | 「スーパーソニックジェットボーイ」(SINGLE Version)                     | 真島昌利             | 真島昌利             | 4:23  |
| 5.                      | 「日曜日よりの使者」(SINGLE Version)                                   | 甲本ヒロト           | 甲本ヒロト           | 6:19  |
| 6.                      | 「ベートーベンをぶっとばせ (LIVE featuring 三宅伸治)」(訳詩：三宅伸治) | CHUCK BERRY          | CHUCK BERRY          | 5:06  |
| 7.                      | 「胸がドキドキ」                                                       | 甲本ヒロト、真島昌利 | 甲本ヒロト、真島昌利 | 4:14  |
| 8.                      | 「そばにいるから」                                                     | 甲本ヒロト、真島昌利 | 甲本ヒロト、真島昌利 | 5:27  |
| 9.                      | 「THE GOLDEN AGE OF ROCK'N' ROLL 〜ロックンロール黄金時代〜」          | IAN HUNTER           | IAN HUNTER           | 2:57  |
| 10.                     | 「情熱の嵐」                                                           | たかたかし           | 鈴木邦彦             | 3:17  |
| 合計時間:               | 合計時間:                                                              | 合計時間:            | 合計時間:            | 45:57 |

| 全編曲: THE HIGH-LOWS。 |                                 |               |               |       |
| #                       | タイトル                        | 作詞          | 作曲          | 時間  |
| 1.                      | 「相談天国」(SINGLE Version)    | 真島昌利      | 真島昌利      | 4:11  |
| 2.                      | 「デトロイト・モーター・ブギ」  | 甲本ヒロト    | 甲本ヒロト    | 3:55  |
| 3.                      | 「夏の朝にキャッチボールを」    | 真島昌利      | 真島昌利      | 4:22  |
| 4.                      | 「俺のじゃまはするな」          | 真島昌利      | 真島昌利      | 3:31  |
| 5.                      | 「開かないドア」                | 甲本ヒロト    | 甲本ヒロト    | 3:36  |
| 6.                      | 「ジョーカーマン」              | 甲本ヒロト    | 甲本ヒロト    | 2:51  |
| 7.                      | 「アウトドア派」                | 真島昌利      | 真島昌利      | 4:39  |
| 8.                      | 「風の王」(Citron Soda Mix)     | 真島昌利      | 真島昌利      | 4:58  |
| 9.                      | 「即死」                        | 真島昌利      | 真島昌利      | 2:22  |
| 10.                     | 「愛はいらない」                | 甲本ヒロト    | 甲本ヒロト    | 4:51  |
| 11.                     | 「ザ・ハイロウズのテーマ」      | THE HIGH-LOWS | THE HIGH-LOWS | 4:16  |
| 12.                     | 「アジア (愛のテーマ)」         | THE HIGH-LOWS | THE HIGH-LOWS | 5:20  |
| 13.                     | 「ブラックハワイ (愛のテーマ)」 | THE HIGH-LOWS | THE HIGH-LOWS | 1:53  |
| 合計時間:               | 合計時間:                       | 合計時間:     | 合計時間:     | 50:45 |

### 楽曲解説

#### Disc 1
「ママミルク (MONO Version)」
シングル「ミサイルマン」収録。
「グッドバイ (LIVE Version)」
シングル「ミサイルマン」収録。
「バナナボートに銀の月 (LIVE Version)」
シングル「グッドバイ」収録。
「スーパーソニックジェットボーイ (SINGLE Version)」
シングル「スーパーソニックジェットボーイ」収録。
「日曜日よりの使者 (SINGLE Version)」
シングル「スーパーソニックジェットボーイ」収録。
「ベートーベンをぶっとばせ (LIVE featuring 三宅伸治)」
シングル「スーパーソニックジェットボーイ」収録。
「胸がドキドキ」
シングル「胸がドキドキ」収録。
「そばにいるから」
シングル「胸がドキドキ」収録。
「THE GOLDEN AGE OF ROCK'N' ROLL 〜ロックンロール黄金時代〜」
モット・ザ・フープルのカバー。
「情熱の嵐」
西城秀樹のカバー。

#### Disc 2
「相談天国 (SINGLE Version)」
シングル「相談天国」収録。
「デトロイト・モーター・ブギ」
シングル「相談天国」収録。
「夏の朝にキャッチボールを」
シングル「ロッキンチェアー」収録。
「俺のじゃまはするな」
シングル「Happy Go Lucky」収録。
「開かないドア」
シングル「Happy Go Lucky」収録。
「ジョーカーマン」
シングル「千年メダル」収録。
「アウトドア派」
シングル「真夜中レーザーガン」収録。
「即死」
シングル「罪と罰」収録。
「愛はいらない」
シングル「ハスキー（欲望という名の戦車）」収録。
「ザ・ハイロウズのテーマ」
シングル「ミサイルマン」シークレット・トラック。
「アジア (愛のテーマ)」
シングル「罪と罰」シークレット・トラック。
「ブラックハワイ (愛のテーマ)」
シングル「ハスキー（欲望という名の戦車）」シークレット・トラック。

## 参加ミュージシャン
THE HIGH-LOWS
- 甲本ヒロト ：ボーカル、ブルースハープ
- 真島昌利：ギター、コーラス
- 調先人：ベース、コーラス
- 大島賢治：ドラムス、コーラス
- 白井幹夫：キーボード